# Monastero di Trooditissa
Il monastero di Trooditissa, (in greco: Τροοίτισσα) si trova sulle pendici meridionali dei monti Troodos sull'isola di Cipro. È un monastero ortodosso dedicato alla Vergine Maria.
Fu fondato nel 990, ma l'attuale edificio risale al 1731. È costruito a un'altitudine di 1.500 m (4566 piedi) e il villaggio più vicino è Platres.
Si stima che il Santo Monastero di Trooditissa sia stato fondato dopo il periodo dell'iconoclastia. La chiesa principale e gli altri edifici circostanti furono costruiti nel XVIII-XX secolo.
La reliquia più importante del monastero è l'icona taumaturga della Vergine Maria, originaria dell'Asia Minore ed è nota per i suoi poteri miracolosi per le coppie sposate senza figli che desiderano avere un figlio. La festività ricorre il 15 agosto, durante la festa dell'Assunta.